# Amt Malchin am Kummerower See
Amt Malchin am Kummerower See – związek gmin w Niemczech, leżący w kraju związkowym Meklemburgia-Pomorze Przednie, w powiecie Mecklenburgische Seenplatte. Siedziba związku znajduje się w mieście Malchin. Powstał 1 stycznia 2005.
W skład związku wchodzi sześć gmin, w tym dwie gminy miejskie (Stadt) oraz cztery gminy wiejskie (Gemeinde):
1. Basedow
2. Faulenrost
3. Gielow
4. Kummerow
5. Malchin, miasto
6. Neukalen, miasto

## Zmiany administracyjne
- 1 stycznia 2019
  - przyłączenie gminy Duckow  do miasta Malchin